# Pipe-Museum-Amsterdam
Das Pipe-Museum-Amsterdam (Eigenname: Amsterdam Pipe Museum; deutsch: Tabakpfeifenmuseum) in Amsterdam, Provinz Nordholland, wurde 1969 gegründet und hatte von 1982 bis 2013 den Namen Pijpenkabinet. Seit 2013 führt das Museum den heutigen Namen. Es versteht sich als internationales Museum und trug den Untertitel Het Nationale Museum, met internationale Collectie der
verändert wurde in The Worldwide Culture of Pipe Smoking. Zum Museum gehören eine umfangreiche Bibliothek und ein Archiv.

## Geschichte
Der Tabakspfeifensammler Don Duco legte 1969 in Amsterdam eine Sammlung von Tonpfeifen an die erst als Archiv galt. Damit war die Basis für das spätere Museum gelegt. Die Sammlung erweiterte sich im Laufe der Jahre und 1975 war die erste öffentliche Ausstellung unter dem Namen Pijpenkabinet. 1982 zog das Archiv und Museum nach Leiden und blieb dort bis 1995. In diesem Jahr zog das Museum nach Amsterdam in die Prinsengracht 488. Das Gebäude aus 1680 in dem das Pipe-Museum nun untergebracht ist, steht unter Denkmalschutz (Rijksmonument).

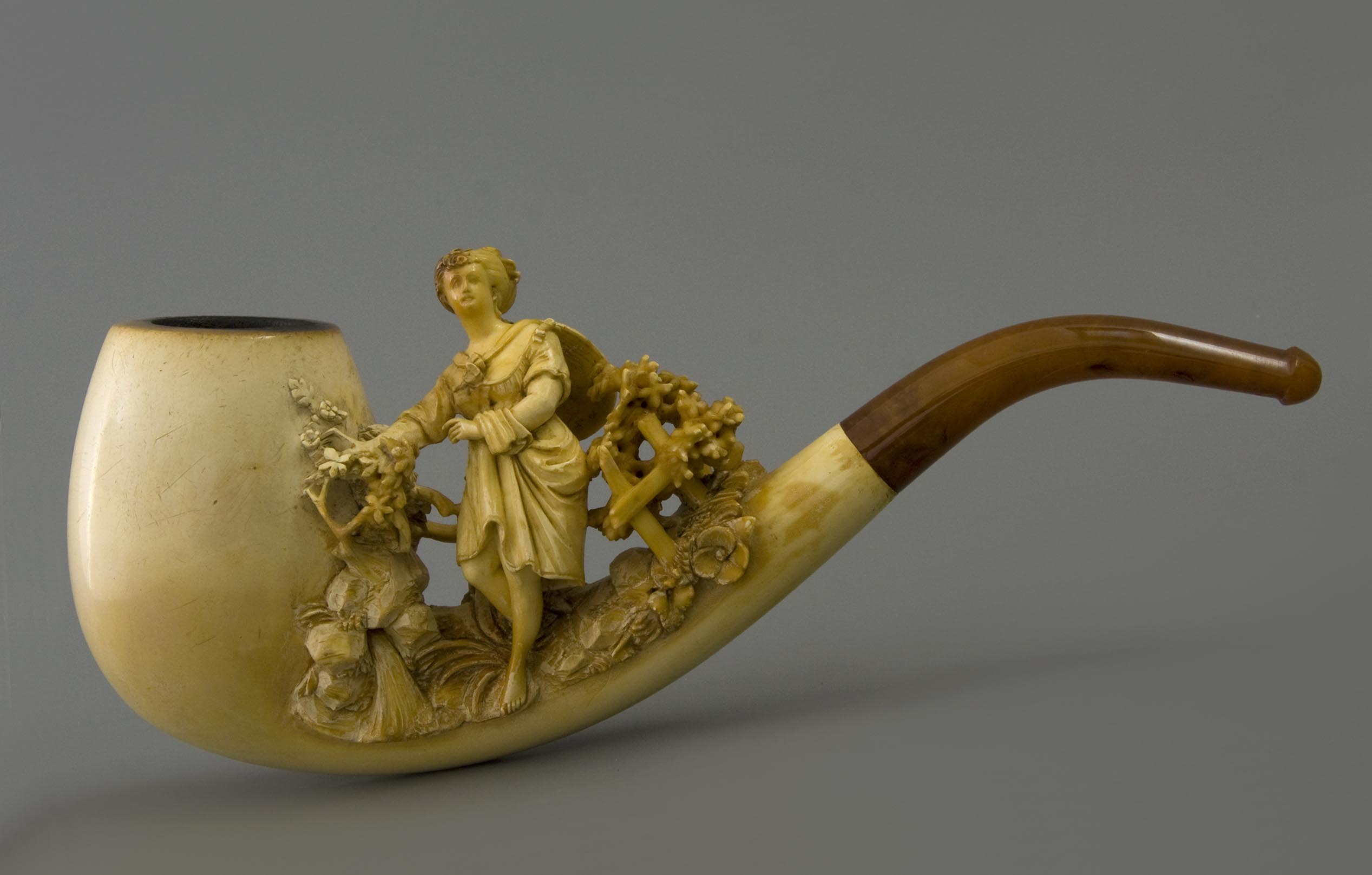
Carved meerschaum pipe, made in United States, 1890 (collection Pijpenkabinet, Amsterdam)

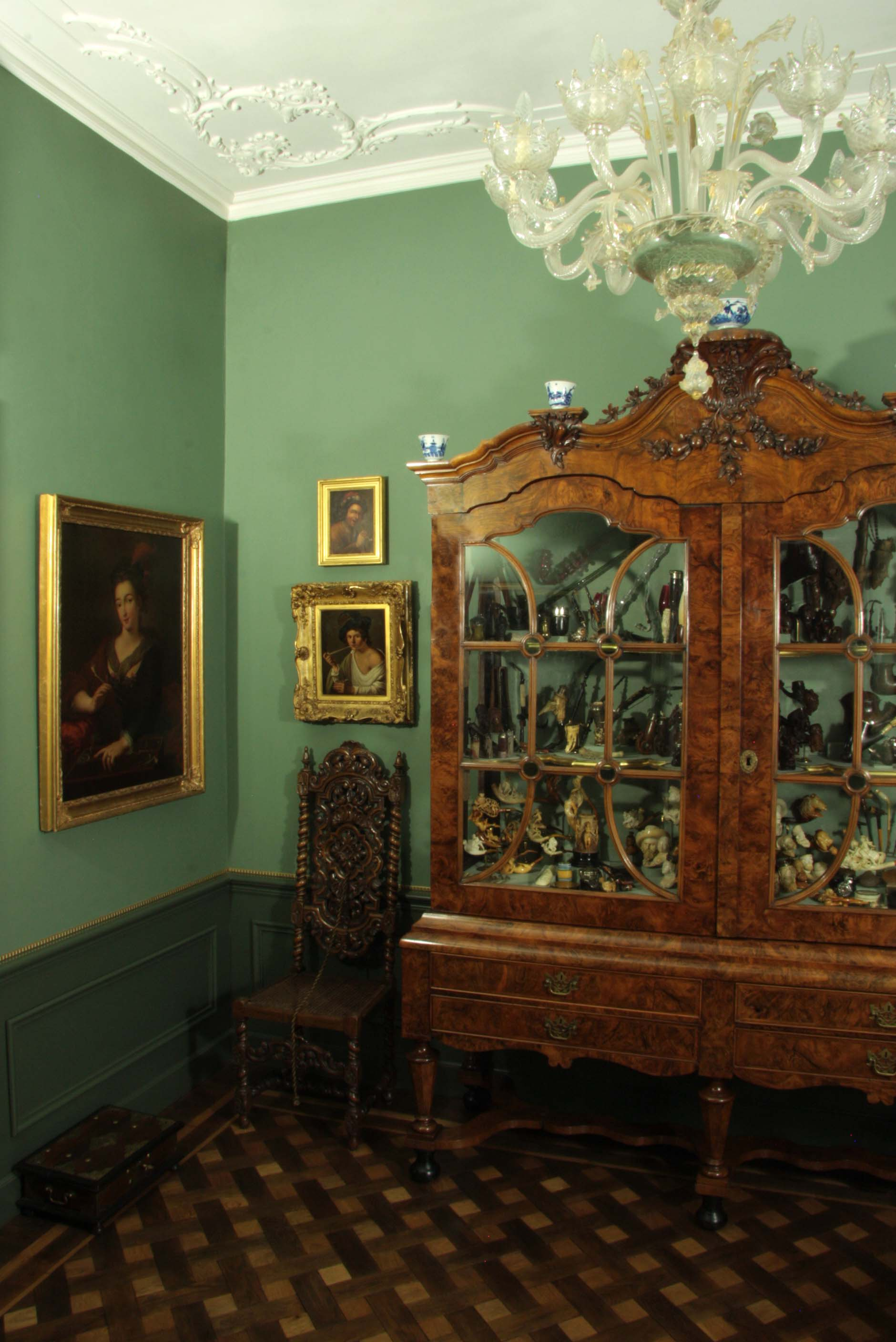
Innenausstattung vom Amsterdam Pipe Museum

Das Museum präsentiert eine Übersicht der „Rauchkultur“ aus fünf Kontinenten, von 500 v. Chr. bis in die Gegenwart und hat, nach eigener Aussage,
eine einzigartige Sammlung von Tabakspfeifen aus unter anderem den Niederlanden und Europa.
Seit 1987 wird das Museum von der Stiftung Stichting Pijpenkabinet verwaltet. Die Pfeifensammlung umfasst rund 20.000 Pfeifen und wurde unter anderem in verschiedene Kategorie eingeteilt (kurze Zusammenfassung): Archäologisch: gefundene Tabakspfeifen aus den Niederlanden und umringenden Ländern. Gut erhaltene Tonpfeifen aus dem 19. und 20. Jahrhundert sowie Porzellanpfeifen, Meerschaumpfeifen und Holzpfeifen. Ethnographisch: Tabakspfeifen aus Afrika, Mittel- und Südamerika sowie China. Abbildungen und Zeichnungen von Tabakspfeifen: Die Sammlung umfasst mehr als 2000 Objekte.
Der Smokiana Pipeshop, jetzt Amsterdam Pipe Shop genannt, des Museums versteht sich als nationaler Spezialshop auf dem Gebiet von Tabakspfeifen und dem Pfeifenrauchen. Er ist kein kommerzieller Shop, sondern ist Teil der Stiftung
Stichting Pijpenkabinet. Der Name Smokiana verweist auf das gleichnamige Buch des englischen Schriftstellers Robert Pritchett. Das Museum bietet monatlich einen Kursus Pfeifenrauchen („cursus pijproken“) an. Im Mittelpunkt steht der Genuss des Pfeifenrauchens und das maximale Geschmackserlebnis („maximaale smaakbeleving“). Ein besonderer Service ist seit 2004 die Reparatur von Tabakspfeifen. Das Museum ist von Montag bis Samstag von 12:00 bis 18:00 Uhr geöffnet.

## Verkehrsverbindungen
Das Museum liegt in der Nähe vom Leidseplein und ist mit der Straßenbahnlinie (Tramlijn, Tram) Nr. 5 zu erreichen. Linien 1, 2 und 5 von Amsterdam Centraal Bahnhof, Haltestelle Leidseplein.

## Weiterführende Literatur
- Benedict Goes: The Intriguing Design of Tobacco Pipes, Leiden, 1993, ISBN 90-70849-19-4. Katalog der Museumssammlung, auch Niederländische Ausgabe verfügbar.
- D.H. Duco: De tabakspijp als Oranjepropaganda. Vorwort von Z.K.H. Prins Bernhard der Nederlanden. Uitgever: Amsterdam Pipe Museum – Stichting Pijpenkabinet. Amsterdam, 1992, ISBN 90-70849-16-X
- Aldo Pellisson: Die Pfeife: Kulturgeschichte und Typologie für Pfeifenraucher und Pfeifensammler. Callwey 1988, ISBN 3-7667-0901-1